# Podklasztor (Leżajsk)
Podklasztor – część miasta Leżajsk w południowo-wschodniej Polsce, w województwie podkarpackim, w powiecie leżajskim.
Pod koniec XVI w. powstał kościół i klasztor oo. Bernardynów, powodując powstanie osady, która rozwinęła się w sposób nieplanowany wzdłuż traktów przechodzących przez to miejsce, determinowana przez funkcję zaplecza gospodarczego dla klasztoru oraz ruch pielgrzymkowy.
Od 1981 znajduje się tu szpital powiatowy